# Łuka Barska
Łuka Barska (ukr. Лука-Барська, Łuka-Barśka) – wieś na Ukrainie w rejonie barskim należącym do obwodu winnickiego. Niegdyś w powiecie lityńskim województwa bracławskiego.
Od 1801 wieś należała do rodziny Krauze herbu Sas następnie odziedziczona przez Stanisława Koźmińskiego.

## Dwór
W 1880 Zygmunt Krauze zbudował we wsi dwór, który został zniszczony w 1917. W 1812 we wsi urodził się polski poeta, Fryderyk Krauze. Parterowy, kryty dachem dwuspadowym, z portykiem. Obok duży park.